# Eberhard Harzer
Eberhard Harzer SOCist (* als Josef Harzer 21. Mai 1887 in Zwittermühl; † 2. November 1949 in Altötting) war von 1943 bis 1949 Abt des Klosters Osek.

## Leben
Er wurde als Sohn des Musikers Josef Harzer und der ledigen Klöpplerin Anna Heinzl im Haus Nr. 9 in Zwittermühl im böhmischen Teil des Erzgebirges geboren und am 22. Mai 1887 auf den Namen Josef getauft. 
Harzer trat 1908 in das Zisterzienserstift Osek ein und wurde 1913 zum Priester geweiht. Danach war er Seelsorger und Katechet an der Mittelschule in Maria Ratschitz und Gymnasialprofessor in Brüx.
Während des Zweiten Weltkrieges 1943 zum Abt gewählt, wurde er 1945 mit den deutschböhmischen Mönchen (darunter Dionysius Franz Heger) interniert und 1946 nach Österreich ausgewiesen. Der Versuch, mit einigen Mönchen von Osek im ehemaligen Kloster Raitenhaslach in Oberbayern Fuß zu fassen, endete mit seinem Tod 1949. Er wurde vor dem Portal der Klosterkirche in Raitenhaslach beigesetzt.